# Joseph Brant
Thayendanegea, también conocido como Joseph Brant (Nueva York, 1742 - Ontario, 1807), fue un caudillo del pueblo mohawk. Peleó en el bando de los lealistas al Imperio británico en la guerra de independencia de los Estados Unidos.
Estudió en escuelas británicas y provocaría la ruptura de la Confederación iroquesa cuando, en 1777, se puso de parte de los británicos contra los estadounidenses. Después de firmar el Tratado de Fort Stanwix, en 1783, marchó con parte de la tribu a Brantford, Ontario, donde se estableció en tierras cedidas por sus antiguos aliados en territorio de la Norteamérica británica (actual Canadá).